# Nissan Qashqai
El Nissan Qashqai, Dualis, Xiaoke o Rogue Sport es un vehículo utilitario deportivo del segmento C producido por el fabricante de automóviles japonés Nissan desde el año 2007. El Qashqai es un cinco puertas con chasis monocasco, disponible con tracción delantera y tracción a las cuatro ruedas.
Fue presentado oficialmente en el Salón del Automóvil de París de 2006, y su plataforma es la misma de los Renault Mégane y Renault Scénic de segunda generación y del Nissan Sentra B16. Junto con el Nissan Tiida, el Qashqai reemplaza indirectamente al Nissan Almera, aunque su sistema de tracción le permite tocar otros segmentos del mercado. Se ubica por encima del Nissan Juke y por debajo del Nissan X-Trail. Entre sus rivales se encuentran el Honda CR-V, Hyundai Tucson, Citroën C5 Aircross, Kia Sportage, Toyota RAV4, Opel Grandland X, Peugeot 3008, Renault Kadjar (con el que comparte plataforma mecánica), SEAT Ateca y Volkswagen Tiguan.[cita requerida]
Qashqai es un pueblo nómada del sudoeste de Irán. La denominación Dualis se utiliza en Japón y Australia. En China, el modelo iba a llamarse CCUV (Compact Crossover Utility Vehicle, o "vehículo deportivo utilitario compacto"), pero luego se le cambió su designación a Xiaoke.
En América del Norte, se comercializa una versión más larga y con aspecto distinto bajo el nombre Nissan Rogue.[cita requerida]

## Primera generación (J10, 2007–2013)

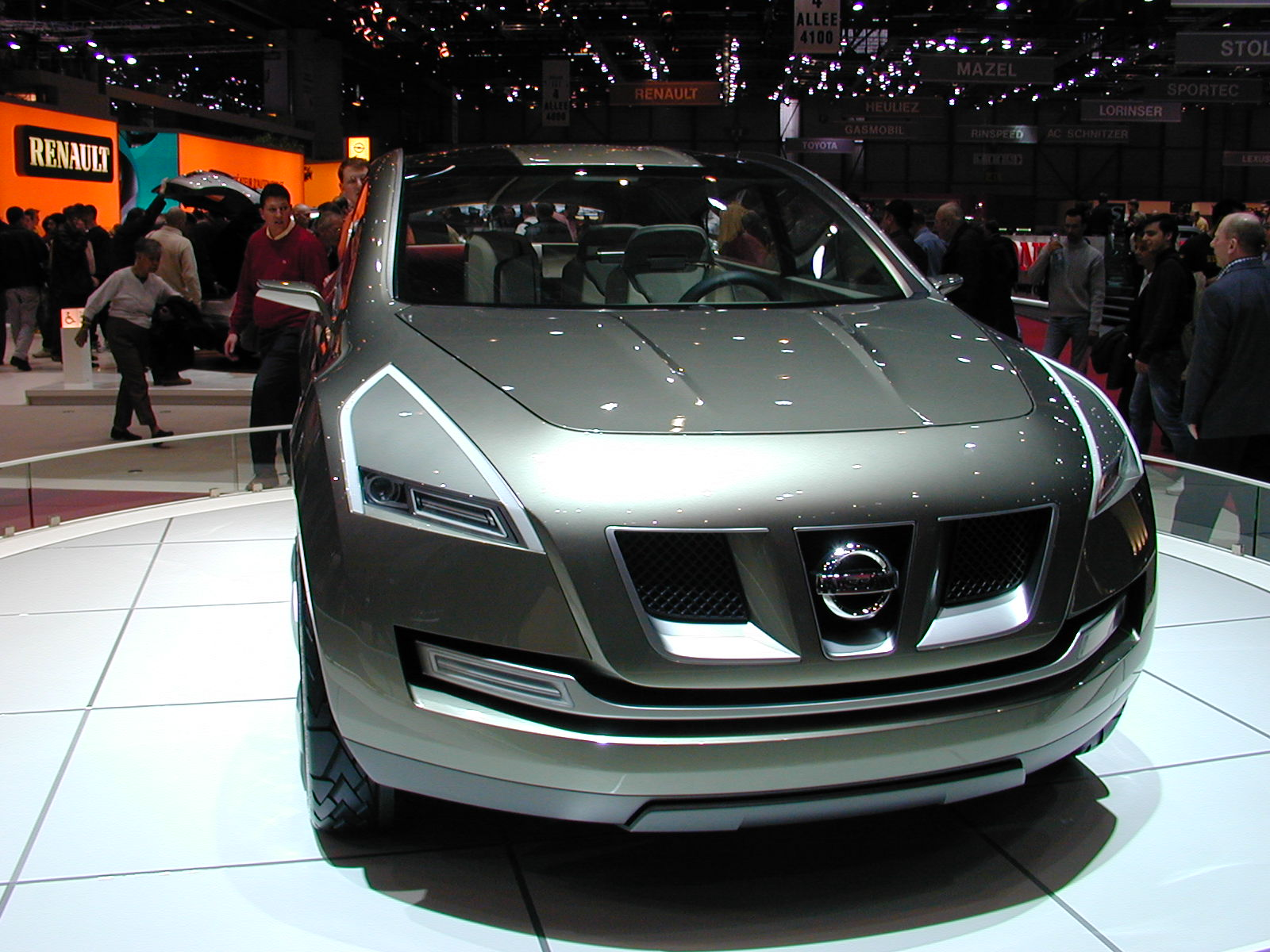
Prototipo SAG2004 130.

Se presentó como concepto en 2004. Meses después, salió la versión comercial del modelo.
El Qashqai tiene motor delantero transversal; sus cuatro motorizaciones son de cuatro cilindros. Los gasolina son un 1.6 litros de 115 CV de potencia máxima y un 2.0 litros de 140 CV, mientras que los diésel son un 1.5 litros de 106 CV y un 2.0 litros de 150 CV, ambos de origen Renault y con turbocompresor de geometría variable e inyección directa common-rail. El diseño de su motor, está pensado más para optimizar el consumo y reducir emisiones que para proporcionar una gran potencia, señas propias de un utilitario. Dispone de numerosos sistemas de ayuda y seguridad en la conducción más propios de un coche urbano que de un todoterreno al uso. Además, ofrece la posibilidad de compartimentar el espacio, reclinando los asientos traseros, triplicando su capacidad de carga.

### Desarrollo y vida comercial
El Qashqai es el primer modelo de Nissan diseñado en su totalidad en el Nissan Design Europe, en Londres, Inglaterra. El desarrollo técnico se hizo en el Nissan Technical Centre, en sus dos oficinas técnicas Integradas en Cranfield, Inglaterra y en Barcelona España, y la producción se realiza en la planta Nissan en Sunderland, Inglaterra, y en Kyushu, Japón.
En su lanzamiento, el Qashqai se ofrecía únicamente con cinco plazas. En abril de 2008, se presentó una variante de siete plazas llamada Qashqai+2, con una batalla y voladizo trasero extendidos. El largo de este modelo ha incrementado hasta 4,52 metros (consiguiendo que el espacio del maletero, con la tercera fila de asientos plegada, aumente hasta 500 litros). La distancia de ejes ha aumentado en 13 cm. Aunque comparte la mayoría de detalles con el Qashqai normal, como motorizaciones y gamas de equipamiento, hay algunas diferencias como el techo panorámico que en el +2 viene de serie (y es algo mayor), los raíles, y la tercera ventana más grande.

### Rediseño de la primera generación (2009–2013)
En 2009, el modelo recibió una actualización con un pequeño rediseño.
El Qashqai obtuvo el récord de 36,83 puntos de 37 en las pruebas protección a ocupantes adultos en impactos frontales y laterales del EuroNCAP. 
A los diez meses de su lanzamiento en Europa, Nissan superó las 100.000 unidades vendidas. Para satisfacer la alta demanda, Nissan debió elevar la producción del Qashqai en un 20% en la fábrica de Sunderland.[cita requerida]

## Segunda generación (J11, 2013–2021)

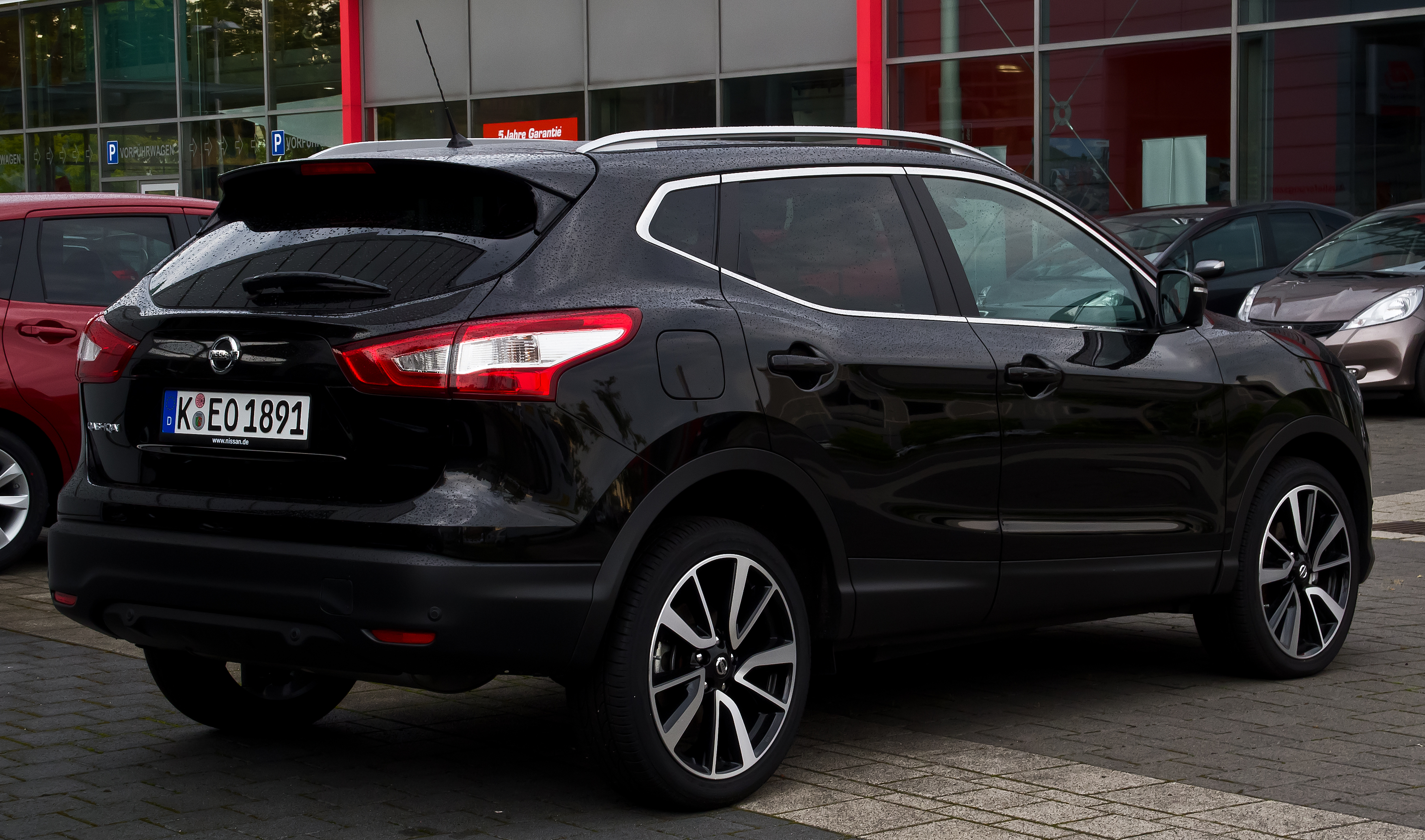
Nissan Qashqai II

En noviembre de 2013 Nissan lanza, siete años más tarde, una nueva versión de su crossover insignia. Presenta un exterior con un perfil más aerodinámico, renovado en su exterior e interior, con líneas angulosas y figuras geométricas para los faros. El sistema de luminoso se ha actualizado a los estándares, luces LED para conducción diurna, bi-xenón para luces de cruce. En el interior, abandona las líneas sobrias y la practicidad por un estilo más elaborado, lujoso y atractivo. De serie cuenta con un amplio equipamiento desde el acabado más sencillo hasta la versión Full Extras.
Además de los sistemas habituales en seguridad y confort lleva de serie elementos no tan habituales en otros vehículos, consumo eficiente de combustible y otras amenidades que lo convierten en el vehículo insignia de la NISSAN a nivel internacional. Asimis, posee otras características como: control de crucero y limitador de velocidad, asistente de arranque en pendiente, control de chasis, indicador presión neumáticos, Sistema de Sonido con Bluetooth, freno de mano electrónico, Aire acondicionado bimodal, techo panorámico, ordenador de viaje con pantalla TFT 5", faros Bi-Xenon, luz de día con faros LED, Espejos eléctricos, Volante Multifunción y Ajustable, Asientes Eléctricos, Calefacción de Asientos, descansa brazos central-delantero y trasero, Bolsas de Aire, Racks de Techo, Cámara de reversa y sensores, Aros de Lujo y otros.
Igualmente, según los tipos de versiones, incorpora de fábrica otros elementos como escudo de protección inteligente, sensores de aparcamiento delanteros y traseros, cámara de visión de 360°, activación de luces y limpiaparabrisas automática, faros antiniebla, llave inteligente, botón de encendido start-stop, sistema de conexión Nissan con navegador, cristales traseros oscurecidos, llantas de 16" a 19", retrovisores abatibles eléctricamente, asistente de aparcamiento automático, asiento conductor con ajustes eléctricos, asientos delanteros calefactados, barras en techo, faros Bi LED, tapicería de piel o alcántara.
Principales características (noviembre de 2014):
- Motores: A los dos motores diésel (110 y 130 cv) y uno de gasolina (115 cv), a partir de noviembre de 2014, según mercados, se incorpora un nuevo motor gasolina de 163 cv.
- Cajas de cambio: Manual (6 velocidades) y automática "xtronic" (de variador continuo).  La automática puede ir asociada al motor de gasolina de 115 cv. y al motor diésel de 130 cv.
- Sistemas de tracción:  Delantera y total (4x4).  La total solo se puede asociar al motor diésel de 130 cv. y cambio manual.
- Acabados:  Se puede elegir entre 4 distintos acabados: Visia (acceso a la gama), Acenta, 360 y Tekna Premium (tope de gama).
- Compaginando los acabados, motores, cajas de cambio y tipos de tracción (según las limitaciones anteriormente comentadas) tenemos 28 posibles combinaciones.[cita requerida]

|          | Diésel 1,5 dCI | Diésel 1,6 dCI | Gasolina 1,2 DIG-T | Gasolina 1,6 DIG-T |
| -------- | -------------- | -------------- | ------------------ | ------------------ |
| Potencia | 110 caballos   | 130 caballos   | 115 caballos       | 163 caballos       |
| Consumo  | 3,8 litros     | 4,4 litros     | 5,6 litros         | 5,9 litros         |

La producción del Qashqai de segunda generación dio comienzo el 24 de enero de 2014 en la planta de Sunderland (Reino Unido).

### Rediseño (2018–2021)

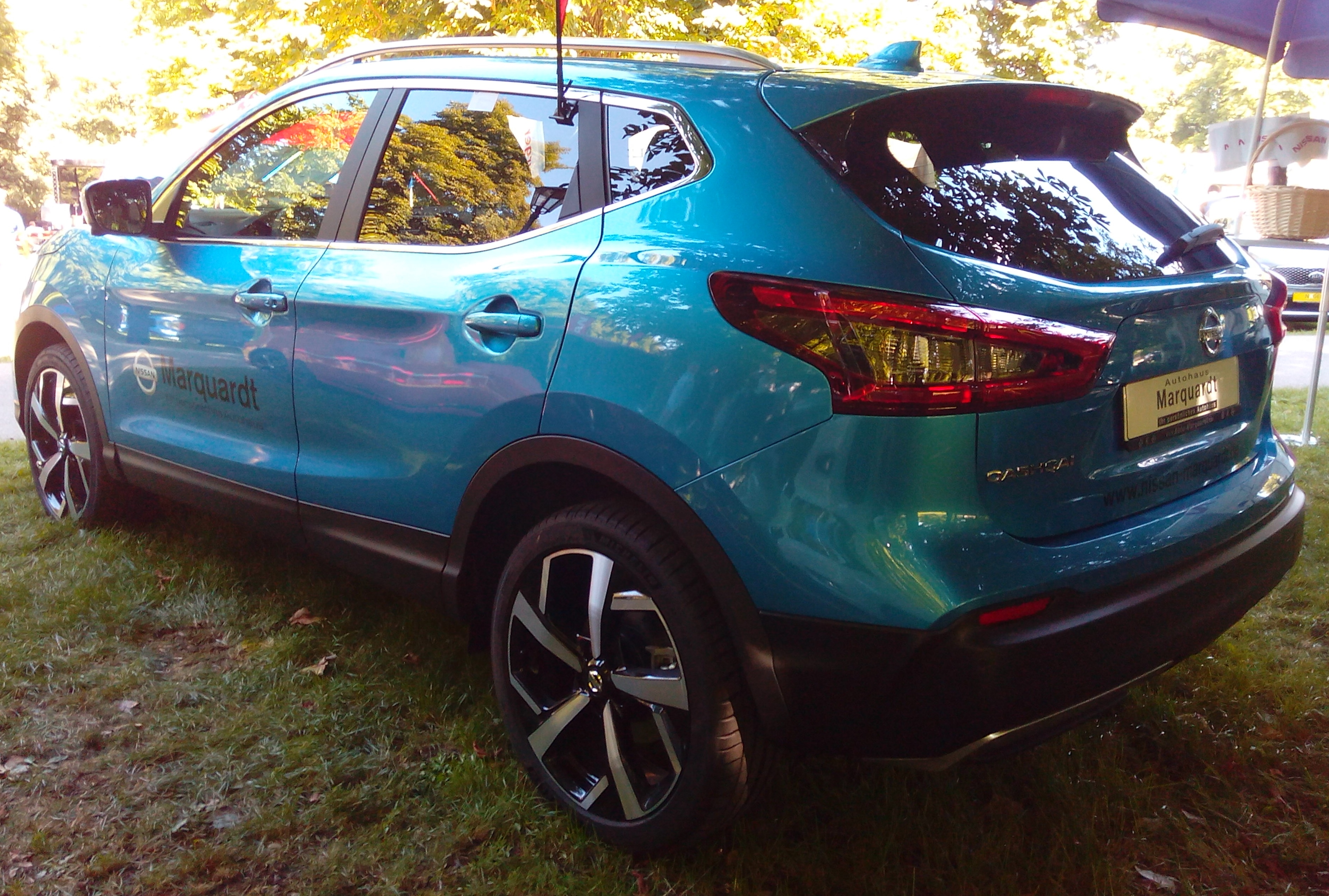

### Desarrollo y vida comercial
Nace en septiembre de 2017 para su comercialización, y su modelo inicia en el 2019 a causa de la nueva normativa WLTP, es decir, nuevos motores, mejores parámetros de consumo y emisiones. Los cambios más destacables serían que en la delantera cambia la estética en las luces antiniebla, cambia la estética interior, aparece un nuevo color "azul Vivid", llantas con diseños más modernos y otros cambios menores. Motores: Familia E6D, dos motores diésel (115 y 130 cv) y dos gasolina (140 y 160 cv).
Cajas de cambio: Manual (6 velocidades) y automática "xtronic" (de variador continuo).
Acabados:  Se puede elegir entre 5 acabados distintos, Visia (acceso a la gama), Acenta, N-Connecta, Tekna y Tekna+ (tope de gama).[cita requerida]